# Hitlerjev brezokec
Hitlerjev brezokec (znanstveno ime Anophthalmus hitleri) je jamski hrošč iz družine krešičev (Carabidae), slovenski endemit, ki so ga odkrili samo v nekaj jamah na Celjskem. Kot druge prave jamske živali ima zakrnele oči, nepigmentiran zunanji skelet in razmeroma dolge okončine, s katerimi zaznava okolico v temi jamskega okolja. Ne glede na »neugleden« videz pa je ta hrošč svetovno znan zaradi svojega znanstvenega imena.
Najditelj, slovenski naravoslovec Vladimir Kodrič, ga je prodal nemškemu zbiratelju Oskarju Scheibelu, ker ga ni znal določiti. Scheibel je ugotovil, da gre za novo vrsto in mu dal delovno ime Anophthalmus kodrici v čast odkritelju. Preden pa je odkritje objavil, je v Nemčiji prišel na oblast Adolf Hitler in Scheibel, Hitlerjev oboževalec, je hrošču v opisu leta 1937 dal vrstno ime hitleri, verjetno z namenom pridobiti si njegovo pozornost. Hitler mu je kasneje poslal pismo z zahvalo. Ime se je od takrat kljub negativnim konotacijam obdržalo zaradi tradicije v taksonomiji, da se sprejetih znanstvenih imen ne spreminja. Zaradi svojega imena je postal Hitlerjev brezokec zelo iskan med zbiralci predmetov, povezanih s Hitlerjem ter Tretjim rajhom in nepoškodovani primerki dosegajo visoke cene. Zato se dogaja, da osebke nezakonito odvzemajo iz narave ali kradejo primerke iz muzejskih zbirk.
Malo je znanega o življenju tega hrošča, vendar pa zaradi ozkega območja razširjenosti domnevajo, da je njegova populacija zelo majhna. Kot večina preostalih predstavnikov družine krešičev je verjetno plenilec. V Sloveniji je skupaj z vsemi ostalimi predstavniki rodu Anophthalmus zavarovan po Uredbi o zavarovanih prosto živečih živalskih vrstah.